# ویلیام اسمیت (فرهنگ‌نامه‌نویس)
سر ویلیام اسمیت (۲۰ مه ۱۸۱۳–۷ اکتبر ۱۸۹۳)، یک فرهنگ‌نویسی انگلیسی است.

## آغاز زندگی
او در ۱۸۱۳ در اندفیلد در خانواده‌ای مخالف کلیسا متولد شد. او به مدرسهٔ مادراس هاوس جان آلن در هاکنی پیوست. در آغاز قصد داشت تا روحانی شود ولی در عوض او حقوق‌دان شد. او به تنهایی تاریخ کلاسیک را فراگرفت و به کالج دانشگاهی لندن رفت و یونانی و لاتین را فرا گرفت. او در ۱۸۳۰ به گرایز این وارد شد تا حقوق بخواند، ولی برای کسب مقام مدرسه دانشگاهی کالج، ترک تحصیل کرد و شروع به نوشتن موضوع‌های تاریخ کلاسیک نمود.

## آثار
وی مولف فرهنگ لغت جغرافیای یونان و روم می‌باشد.

## افتخارات و مرگ
در ۱۸۹۲ مفتخر به لقب شوالیه شد. اسمیت در ۷ اکتبر ۱۸۹۳ در لندن درگذشت.